# Geertruidenberg
Geertruidenberg (Hora svaté Gertrudy) je město a obec v nizozemské provincii Severní Brabantsko. V roce 2024 zde žilo přes 22 tisíc obyvatel.

## Části obce
- Geertruidenberg
- Raamsdonksveer
- Raamsdonk

## Historie

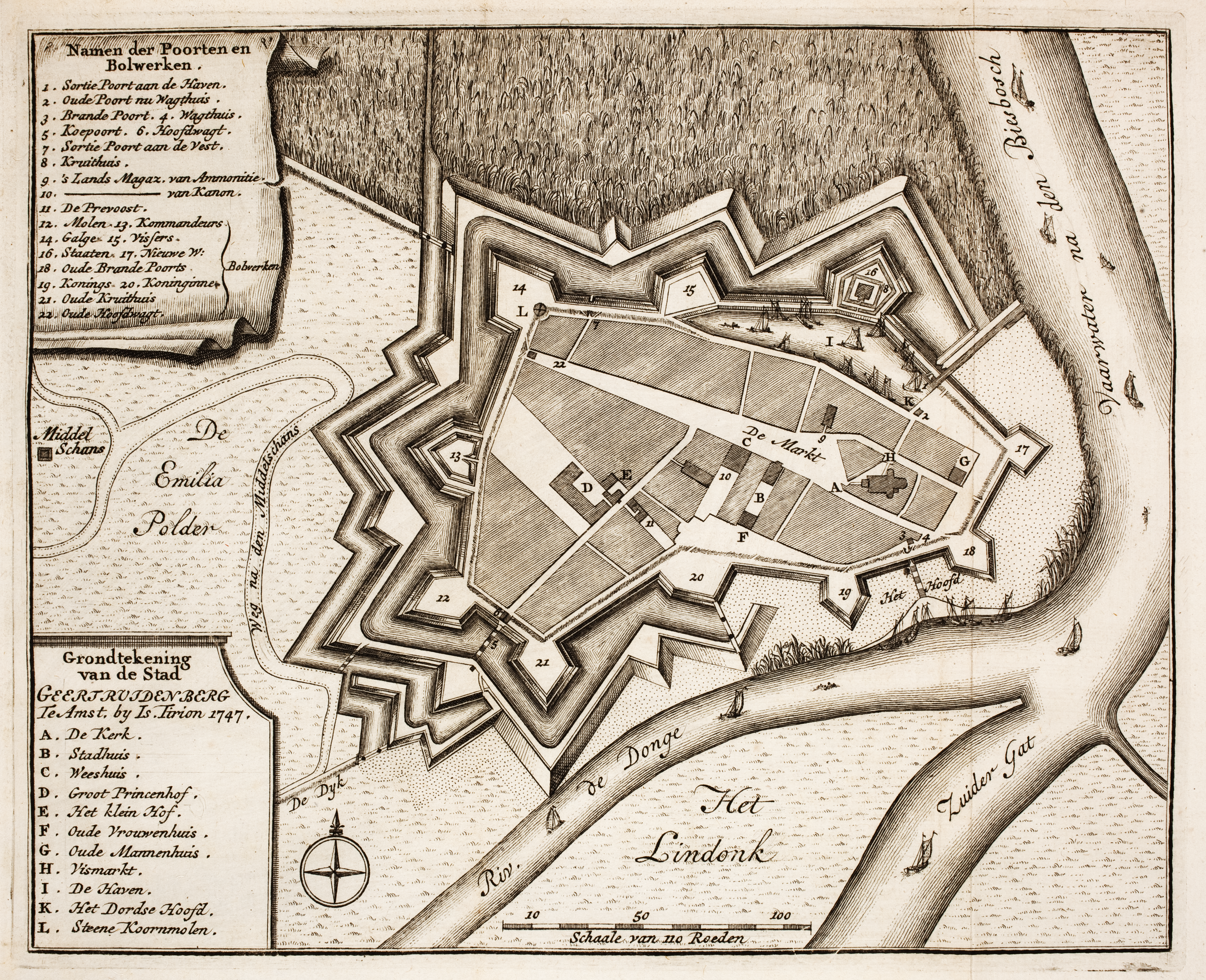
Opevnění města v 16.-18. století, rytina Isaak-Tirion (1747)

Obec vznikla jako klášterní ves ve středověku, pojmenována byla Mons sanctae Gertrudae, česky Hora svaté Gertrudy z Nivelles . Roku 1213 kníže Vilém I. Holandský udělil obci městská práva, stala se tak v historii prvním městem v Holandsku. Následně vzniklo městské opevnění a byl postaven raně gotický kostel sv. Gertrudy. Po katastrofální povodni z roku 1421 město na čas zpustlo. Druhý pás hradeb  s předsunutými baštami byl vybudován v souvislosti s osmdesátiletou válkou za nezávislost Nizozemí,  v půdorysu města je patrný dosud.  V letech 1573-1593 město postupně dobyli francouzští hugenoti a Angličané, konečné vítězství  roku 1593 slavil kníže Mořic Oranžský. V roce 1793 město napadly  tlupy francouzských revolucionářů. 
Od roku 1813 je území součástí samostatného Nizozemí.

## Památky a turistické cíle

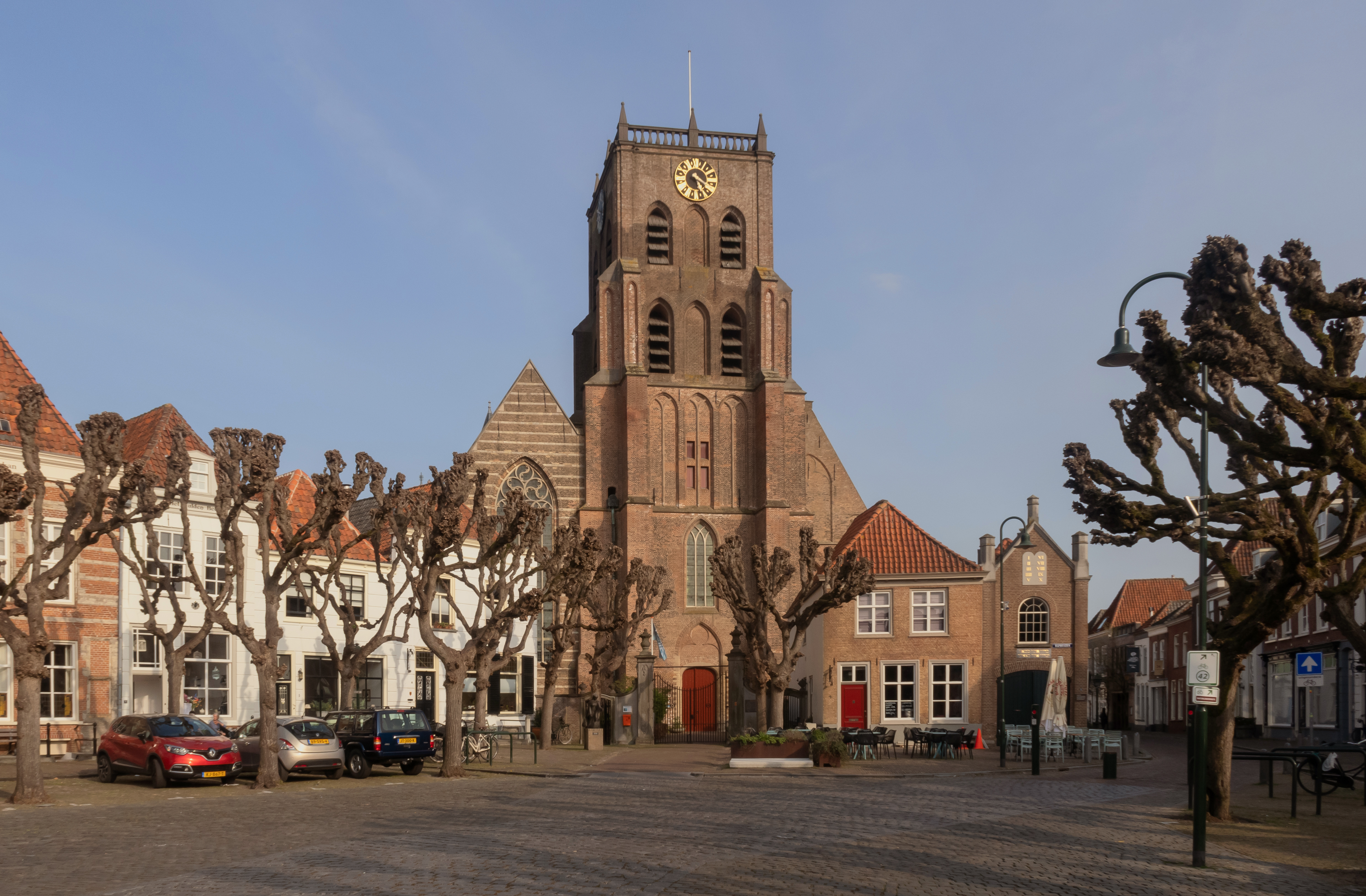
Velké náměstí s kostelem sv. Gertrudy

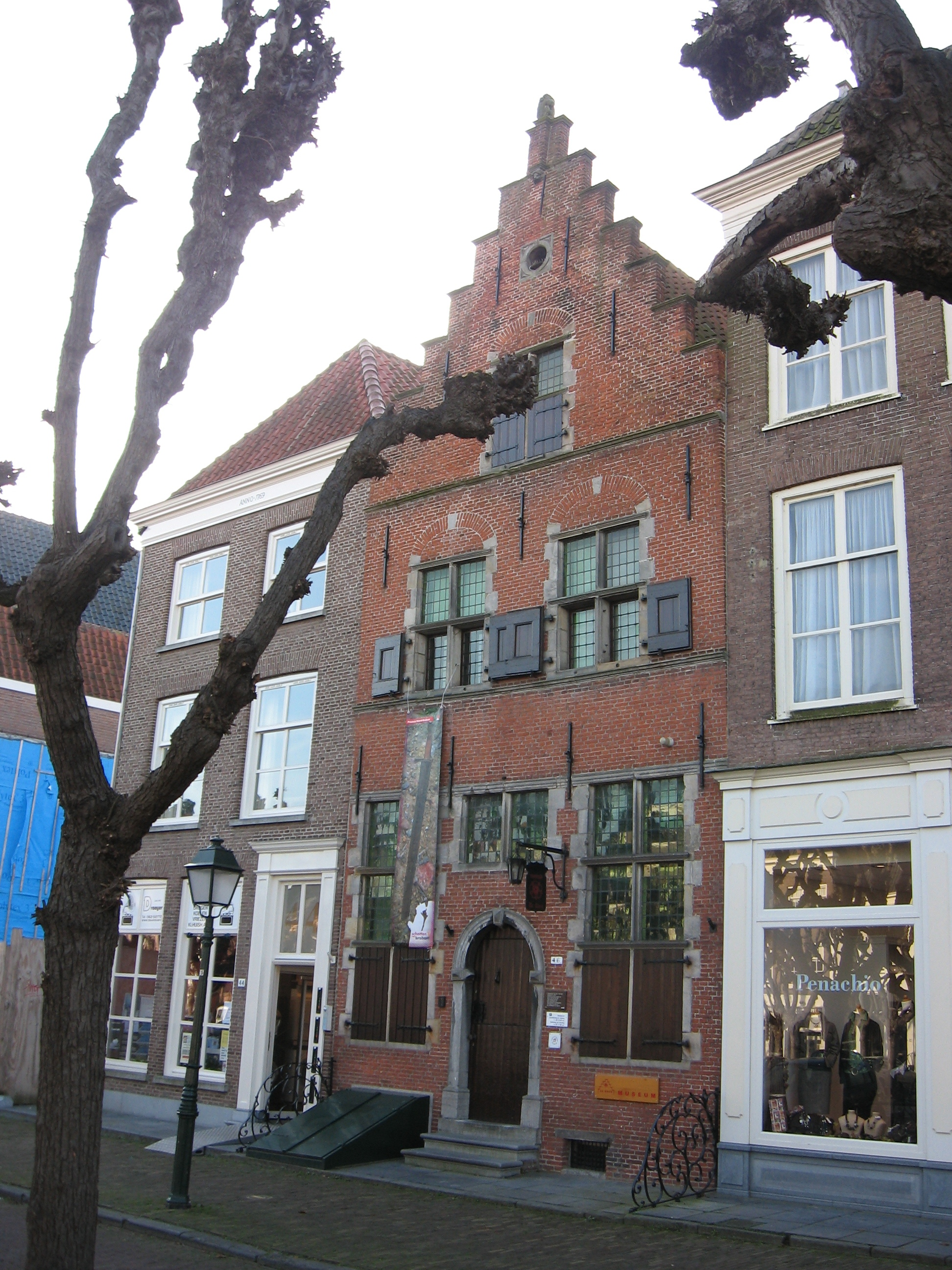
Museum de Roos

Centrum starého města s Velkým náměstím, farním kostelem a farním dvorem, tržnicí rybího trhu, synagogou a 70 měšťanskými domy ze 16.– 19. století tvoří památkovou zónu, vyhledávanou zejména turisty.
- Starý kostel sv. Gertrudy - založen roku 1222, přestavěn v období pozdní gotiky, síňové trojlodí
- Nový kostel sv. Gertrudy - římskokatolický farní chrám z roku 1863, zmodernizován roku 1963
- Kostel sv. Lamberta v místní části (Raamsdonk), gotická sálová stavba s hranolovou věží, založná roku 1273
- Radnice - renesanční stavba ze 16. století, se zvonem ve věžičce; stojí na Velkém náměstí, kde je také většina historických měšťanských domů
- Synagóga, cihlová patrová budova z roku 1874, zrušená v roce 1938
- Museum De Roos - nálezem mince z r. 1378 doložen gotický původ domu; renesanční hostinec de Roos, od roku 2004 muzeum: archeologická sbírka skla a keramiky, pamětní síň admirála Johana Zoutmana a Juliany Cornelie de Lannoy, které v domě bydlela.
- Groot Pinsenhof - panské sídlo postavené z kamenů zbořeného kartuziánského kláštera Domus sanctae Mariae; kartouzu založil  Guillaume van Duvoorde roku 1331, roku 1560 ji vyplenili protestanti pod vedením Mořice Oranžského, roku 1573 byla zrušena. Na jejím místě stojí jen pamětní socha Panny Marie.

- Okolí: Národní park Biesbach - přírodní rezervace

## Osobnosti

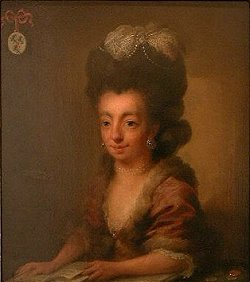
Portrét Juliany Cornelie de Lannoy, 1776

- Juliana Cornelia de Lannoy  (1738-1782), básnířka a dramatička doby osvícenství, baronka
- Jan Derksen (1919-2011), cyklista